# コンドイ浜

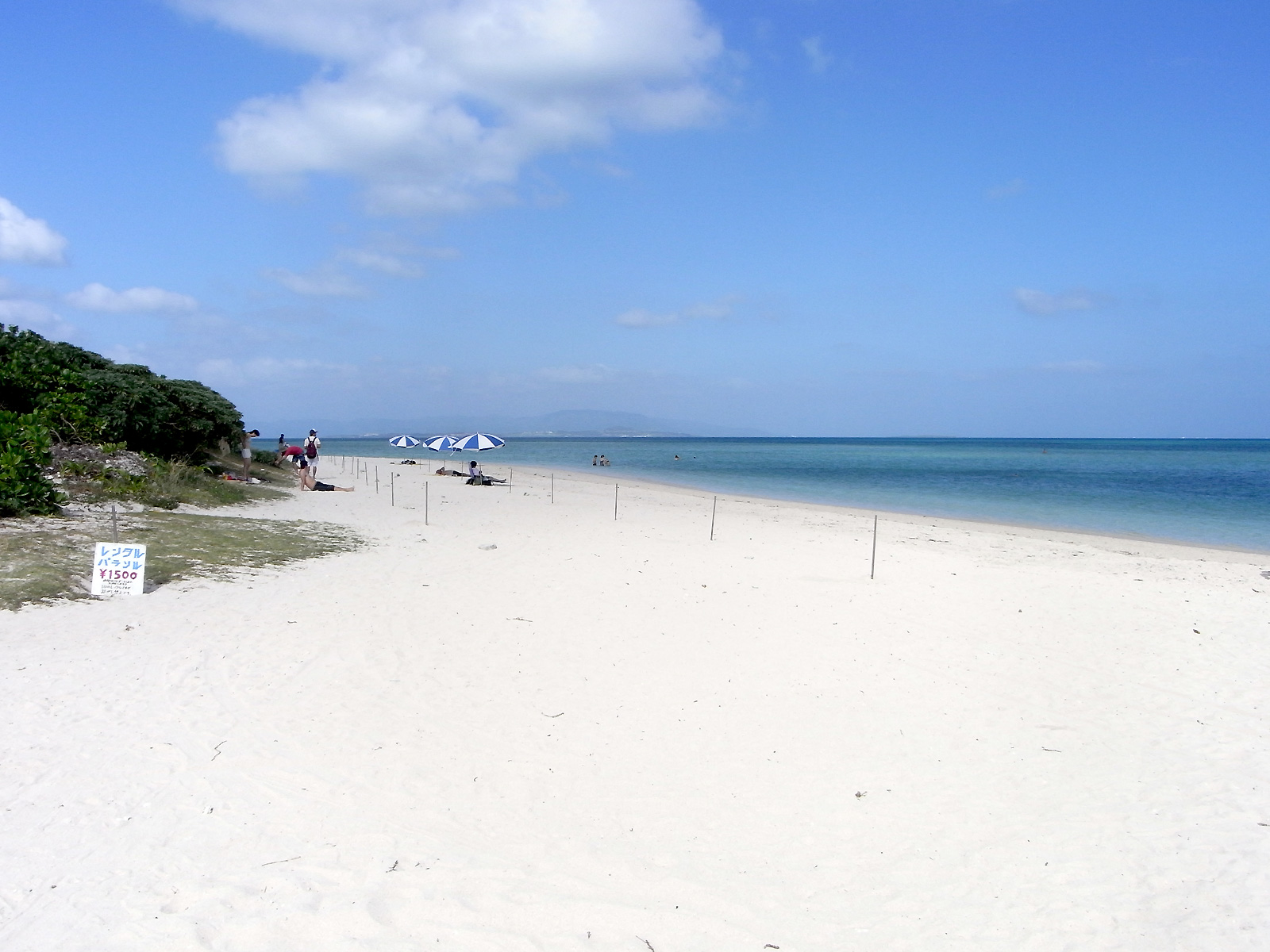
コンドイ浜

コンドイ浜（コンドイはま）は、沖縄県八重山郡竹富町の竹富島西部にある海岸である。

## 概要
コンドイ岬を挟んでカイジ浜の北に位置する竹富島を代表する海岸である。島の西側に位置しているため、正面に西表島、小浜島、黒島を望むことができる。また、エメラルドブルーの海は時間により色彩が変化し、夕陽の美しさでも知られる。遠浅で海水浴に適しているが、サンゴ礁や魚類が少ないためシュノーケリングには不向きである。干潮時の水深は浅く海水浴は難しいが、沖合に砂州が現れ歩いて渡ることができる。猫が多いことでも知られる。

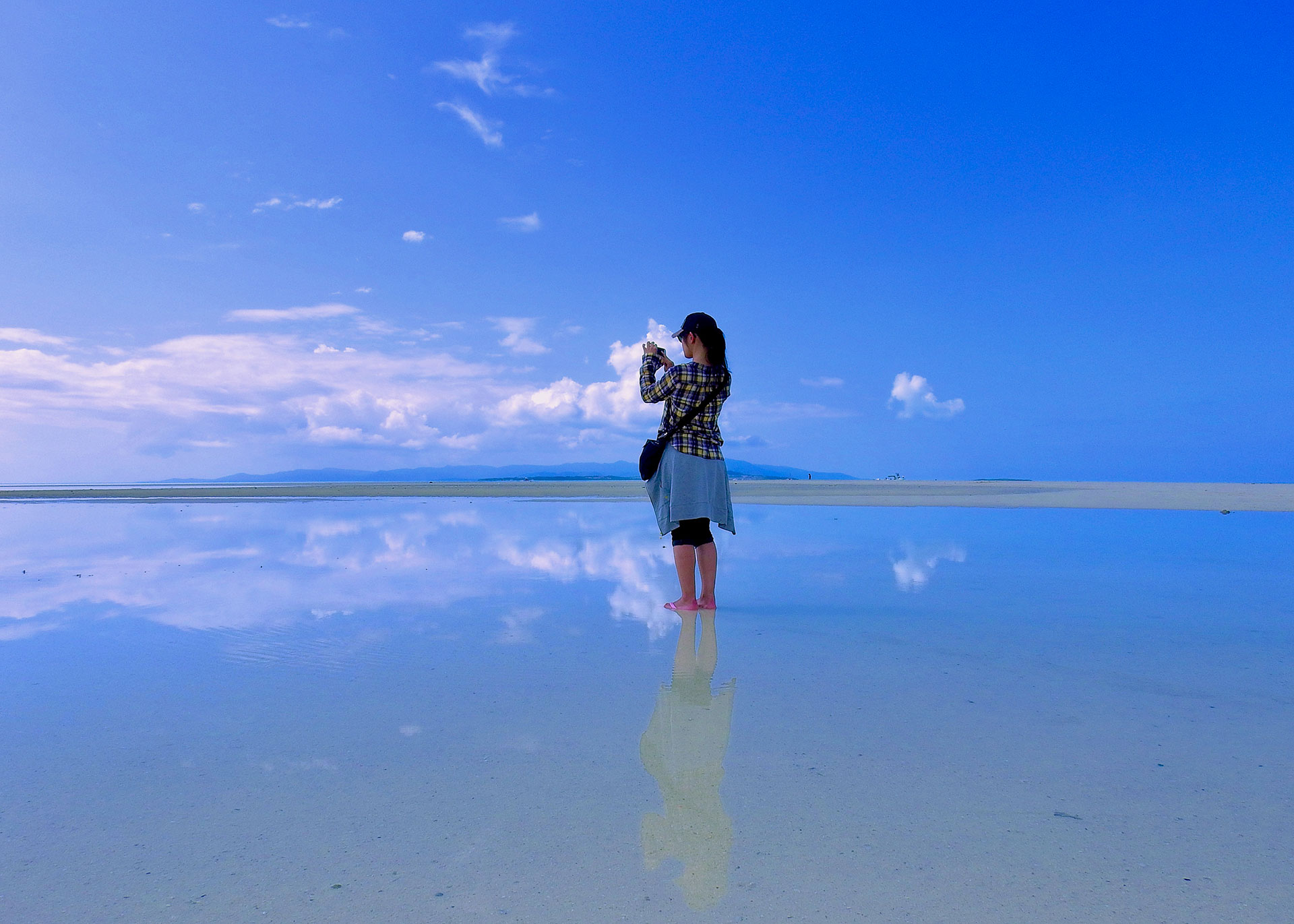
干潮時には沖に砂州が現れる
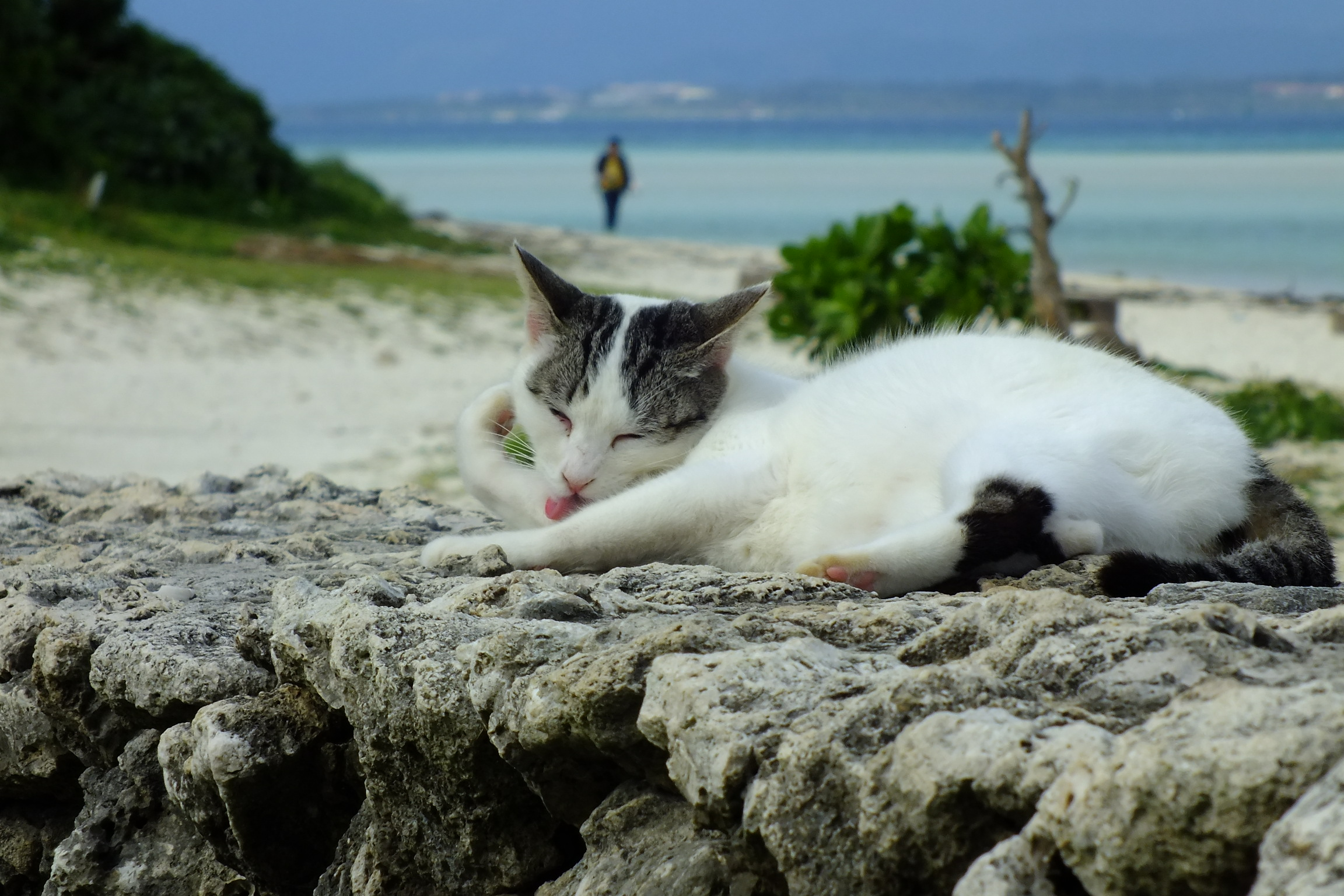
浜には猫が多い

## 施設
シャワー室、更衣室、トイレ、東屋など設備が充実している。シーズン中（3月下旬-10月頃）は、飲み物、軽食の販売や、ビーチパラソル、ビーチチェア、浮き輪、シュノーケルセットなどのレンタルを行う移動販売車が出店する。海水浴場ではないため、海水浴は自己責任。

## 評価
トリップアドバイザーによる2020年の「日本人に人気の水辺ランキング」ビーチ編で3位に選ばれている。また、同社による「日本のベストビーチ トップ10」では、2019年には3位、2017年には6位であった。

## 開発
2014年11月に、コンドイ浜近くにリゾートホテルを開発する計画が公表された。事業者は既に開発許可を得ていたものの、住民への説明がなかったことや、排水の海浜への影響をはじめとする自然や環境への影響が懸念されたこと等から、住民は開発に強く反発し、竹富島を守る会を結成して反対運動を行った。これに対し、事業者側は2019年8月に守る会の表現を名誉毀損として提訴。守る会側も同年12月に島民を萎縮させ弾圧するスラップ訴訟だとして反訴している。

## 所在地
- 沖縄県八重山郡竹富町竹富[1]

## アクセス
- 竹富港（竹富東港）から竹富島交通の巡回バス（約30分おきに運行）で約7分、コンドイビーチ停留所下車、徒歩すぐ[4][18]。
- 集落から自転車で約10分[3]。